# پرندک (زرندیه)
پَرَندَک از شهرهای بخش مرکزی شهرستان زرندیه استان مرکزی ایران است. این شهر در مسیر آزادراه تهران–ساوه و راه‌آهن تهران–جنوب قرار گرفته‌است. بنابر سرشماری مرکز آمار ایران، جمعیت این شهر در سال ۱۳۹۵، برابر با ۶٫۸۸۶ نفر بوده‌است؛ که از این میان ۳٫۵۰۱ نفر مرد و ۳٫۳۸۲ نفر زن بوده‌اند. این شهر ۲٫۱۹۳ خانوار دارد. رود شور از نزدیکی جنوب این شهر می‌گذرد و در اطراف آن، ناحیه صنعتی پرندک قرار دارد.
هنگام احداث راه‌آهن تهران-جنوب، ایستگاه پرندک در مجاورت روستای رحیم آباد احداث گردید و به همین دلیل این روستا بعدها به پرندک مشهور گشت و با افزایش جمعیت و تبدیل شدن این روستا به شهر به تصویب فرهنگستان رسماً نام پرندک به آن داده شد. لغت‌نامه دهخدا واژهٔ پرندک را «پشته و کوه کوچک در میان دشت» معنی می‌کند.

## مردم

### زبان و گویش
مردمان این شهر به زبان فارسی گویش می‌کنند.

## تاریخ
مشکویه بیانگر تاریخ کهن شهر پرندک زرندیه است. شهر پرندک زادگاه فیلسوف ابوعلی مسکویه است. منطقهٔ مشکویه دارای آثار تاریخی از دوران اشکانی است و اوج تمدن این منطقه از قرن پنجم تا قرن هفتم بوده که یک شهر صنعتی تولیدی سفال با مقیاس بالا بوده‌است. قدیمی‌ترین منبعی که به مشکویه اشاره کرده‌است کتاب الاعلاق النفیسه که در سال ۲۹۰ هجری قمری توسط ابوعلی احمدابن رسته اصفهانی نوشته شده‌است.
ترکیب جمعیتی مردم شهر پرندک متشکل از ساکنان رحیم آباد و همچنین مهاجران روستاهای علی آباد ، راسفیجان، پیک ، قاسم آباد ،دولت آباد ، فیض آباد و چند روستای دیگر در حوال شهر پرندک می باشد که در بین سال های 1348 تا 1357 به خاطر خشک شدن آب قنات ها و بی آبی به پرندک مهاجرت نموده اند . البته در همان سال ها اقوامی از عشایر شاهسون نیز به شهر پرندک مهاجرت نموده اند و در سال های اخیر به دنبال صنعتی شدن این شهر اقوامی از سراسر کشور اعم از ترک و کرد و لر و بلوچ و عرب به این شهر مهاجرت نموده اند.

## جغرافیا

### جاذبه‌های طبیعی
رود شور از استان زنجان سرچشمه گرفته و پس از عبور از استان قزوین و جنوب غرب استان تهران و شهرستان زرندیه به شهرستان ری می‌رسد. شاخه‌های مشهور این رود عبارت‌اند از خر رود، ابهررود، کردان و سه‌رود. رود شور با جهت شمال غربی ـ جنوب شرقی، عرض شهرستان ری را طی می‌کند. این رود از شش کیلومتری جنوب حسن‌آباد فشاپویه عبور می‌کند و به شوره‌زار شرق دریاچهٔ حوض سلطان می‌ریزد.

## گردشگری
امامزاده عبدالمطلب در روستای پیک در نزدیکی شهر پرندک قرار دارد.

## آموزش

### مؤسسهٔ آموزش عالی غیرانتفاعی پرندک
مؤسسهٔ آموزش عالی غیرانتفاعی پرندک در کیلومتر ۶۰ آزادراه تهران-ساوه و در شهر پرندک واقع شده‌است و از سال ۱۳۸۹ اقدام به جذب دانشجو کرده‌است و هم‌اکنون دارای ۶۰۰ دانشجوی کارشناسی در رشته‌های حسابداری، مدیریت صنعتی و مدیریت بازرگانی و ۱۰۰ دانشجوی کارشناسی ارشد است.

## صنعت
شهرک صنعتی شهید مهدی پرندک در محور قدیم جادهٔ تهران-ساوه در نزدیکی شهر پرندک واقع شده‌است. اکنون ۸۸ واحد صنعتی شامل صنایع فلزی، سلولزی، غذایی، شیمیایی و خدماتی در شهرک صنعتی پرندک مشغول به فعالیت هستند.